# Ostrovní Itálie
Ostrovní Itálie (italsky: Italia insulare nebo jen Isole, což znamená „ostrovy“) je jedním z pěti oficiálních statistických regionů Itálie používaných Národním statistickým institutem (ISTAT), regionem NUTS první úrovně a volebním obvodem Evropského parlamentu. Nachází se zde dva z 20 italských regionů, Sardinie a Sicílie.

## Geografie
Ostrovní Itálie tvoří jednu šestinu rozlohy Itálie. Teritoriálně k Sicílii i Sardinii patří i několik menších ostrovů a souostroví administrativně závislých na mateřských ostrovech.
Sicílie je největší ostrov ve Středomoří (25 708 km2) a jeden z největších v Evropě. Sardinie je jen o trochu menší (24 090 km2). Nížiny nejsou v této oblasti obvyklé a obecně se nacházejí pouze při pobřeží. Jedinou výjimkou jsou Campidano a Nurra na Sardinii a Katánské údolí na Sicílii, které mají rozlohu 1 200 km2 a 430 km2. Zbytek oblasti je převážně kopcovitý, přičemž kopce zabírají 70 % území. Na Sicílii se nachází Etna, nejvyšší nealpský vrchol Itálie a největší aktivní sopka Evropy. Na Sardinii se nachází pohoří Gennargentu.

## Demografie
V ostrovní Itálii žije více než 6,3 milionu obyvatel, to je pouhá desetina italské populace, což tuto oblast činí nejméně osídleným makroregionem země, a to především kvůli nízkému počtu obyvatel Sardinie, jedné z nejméně hustě osídlených oblastí Itálie a Evropy. Na druhou stranu Sicílie má pětkrát vyšší hustotu obyvatelstva než Sardinie.
V červenci 2023 měla ostrovní Itálie 6 357 354 obyvatel.

### Regiony
| Region   | Hlavní město | Počet obyvatel |
| -------- | ------------ | -------------- |
| Sardinie | Cagliari     | 1 569 490      |
| Sicílie  | Palermo      | 4 787 864      |

### Nejlidnatější obce

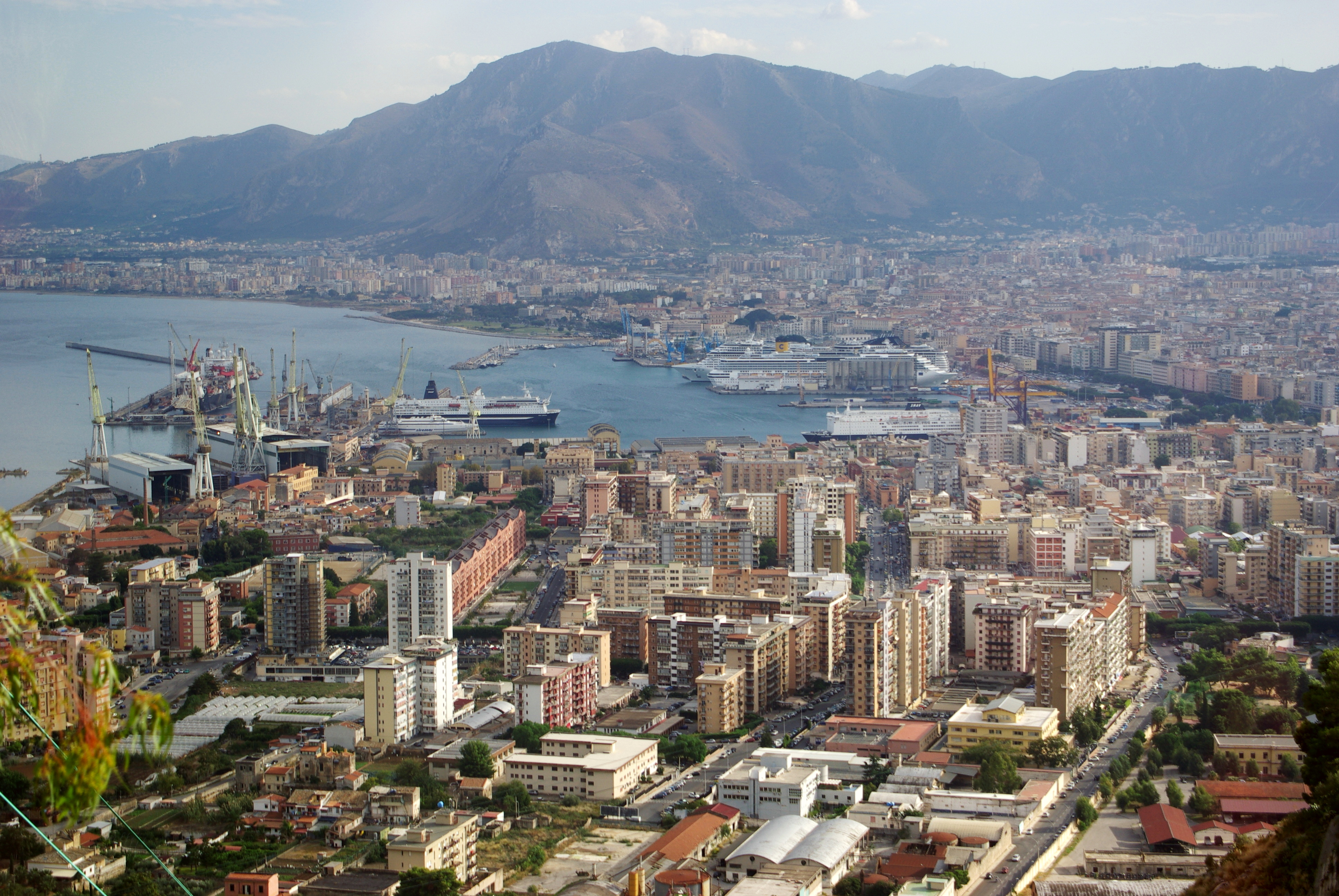
Palermo

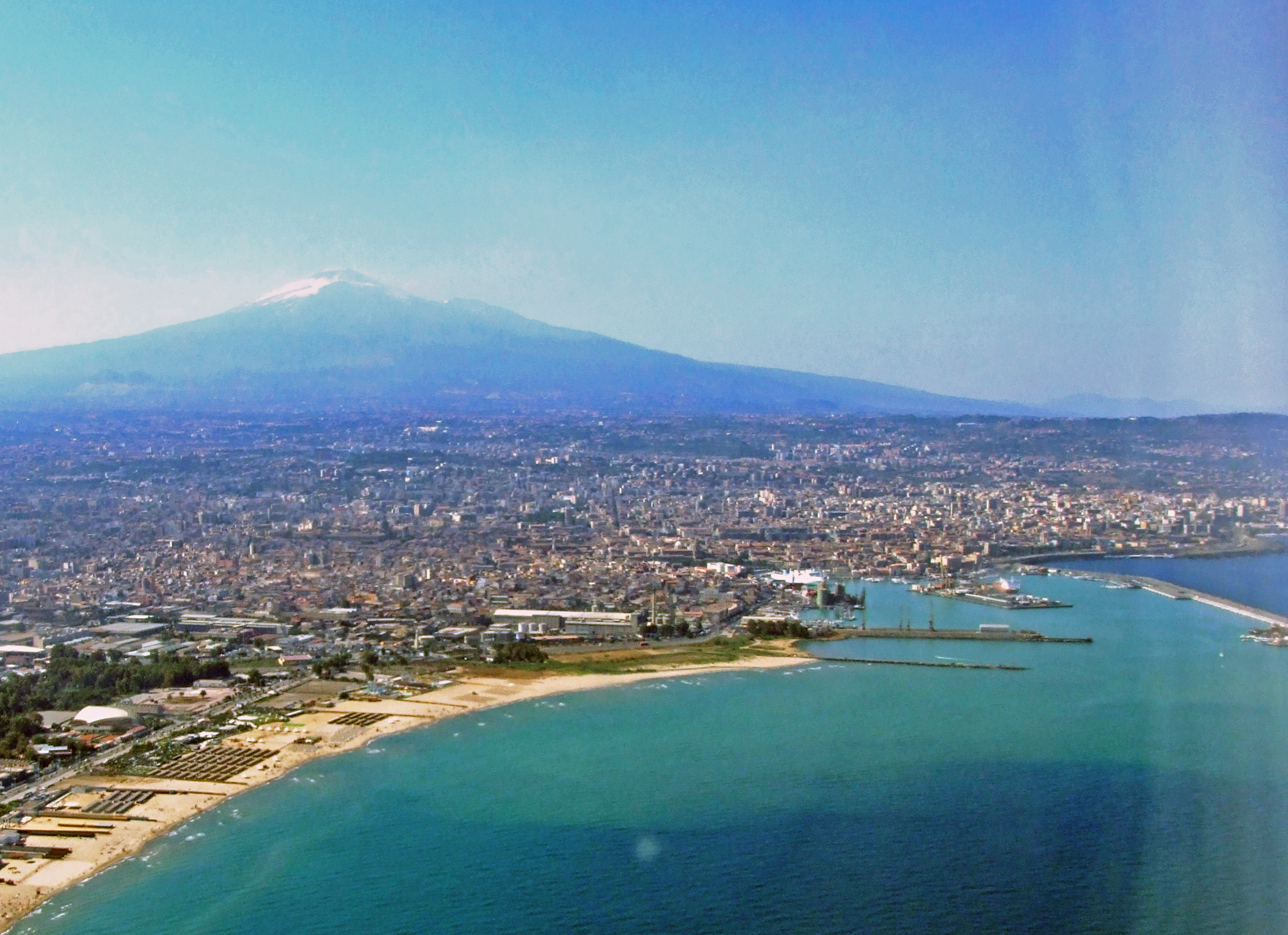
Katánie

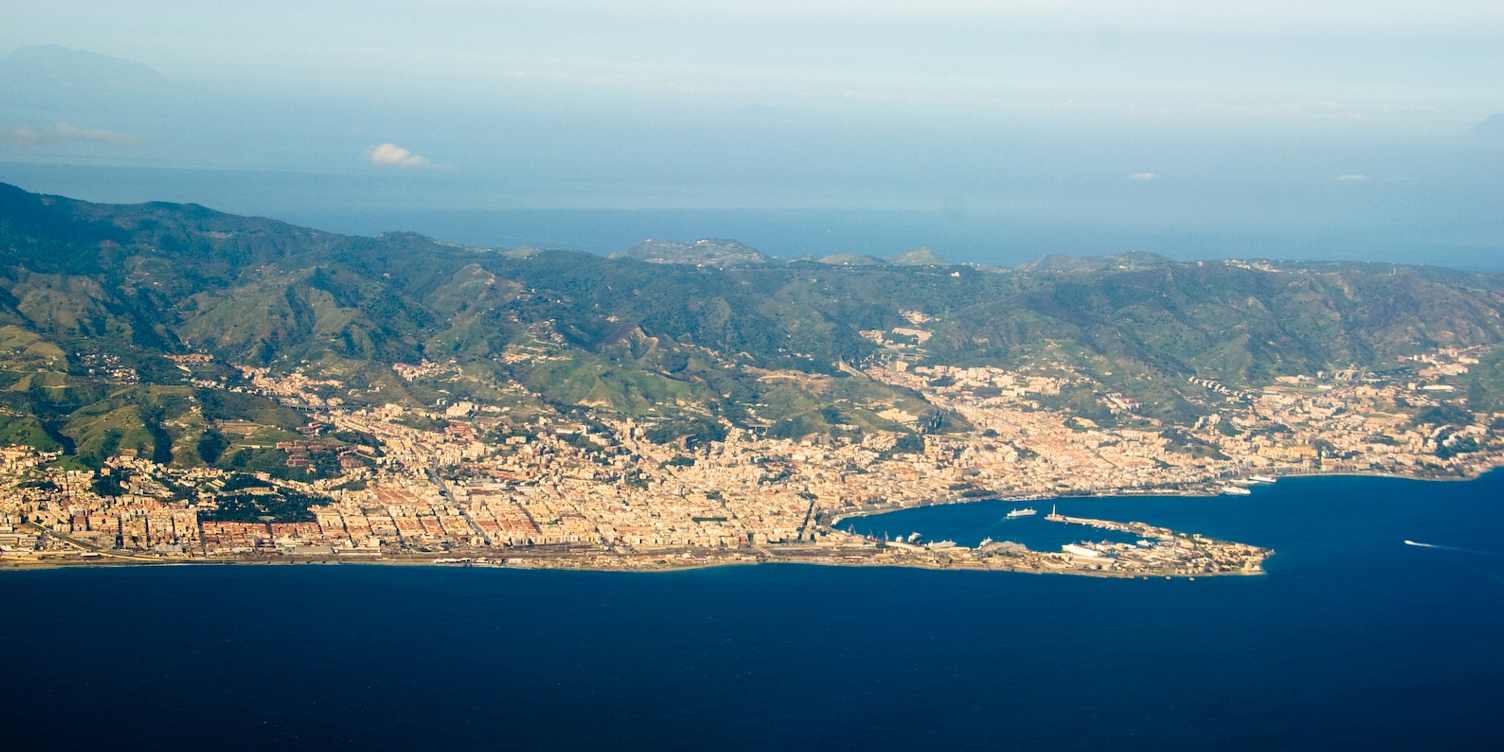
Messina

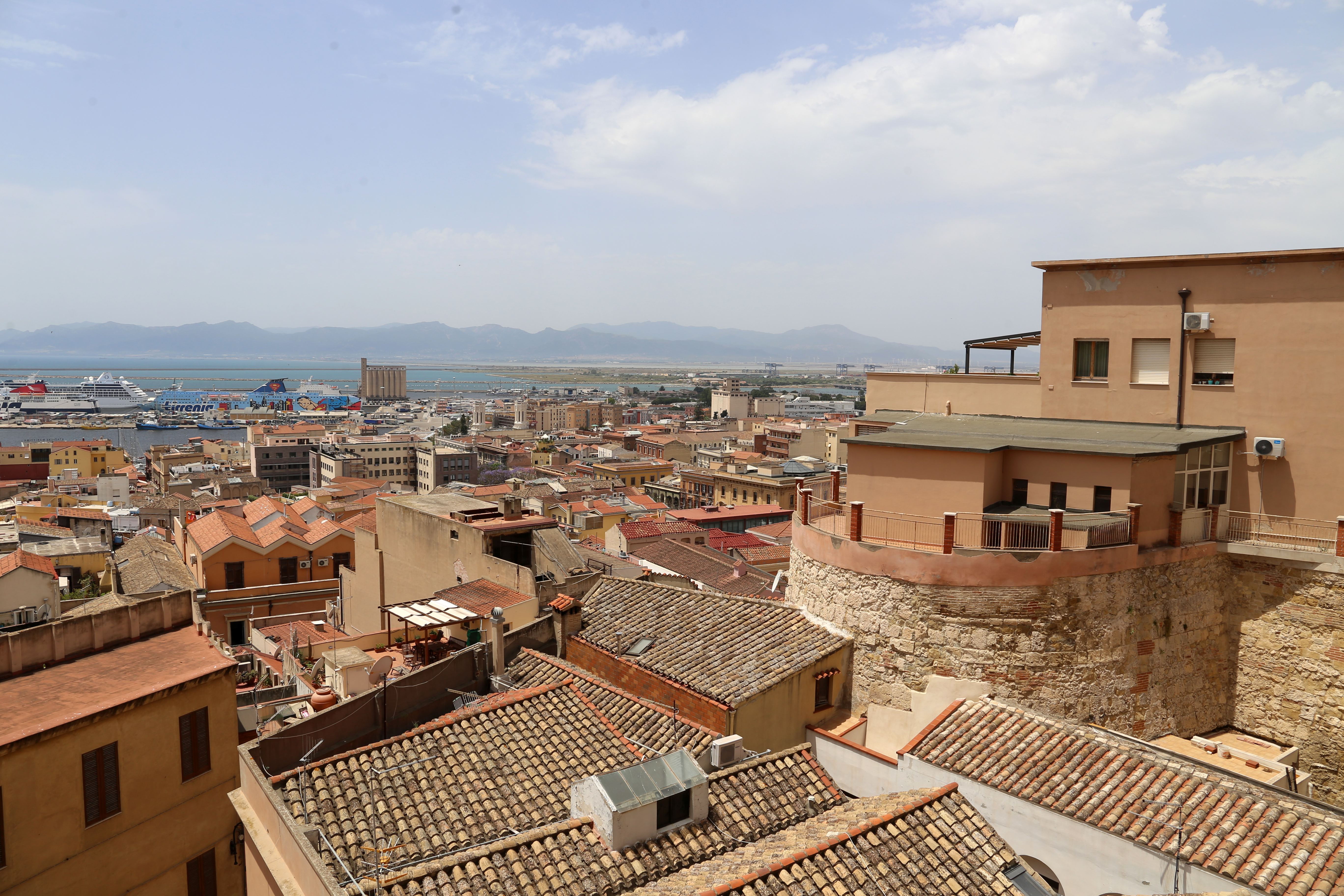
Cagliari

Níže je uveden seznam obcí, které v roce 2023 měly nad 50 000 obyvatel:
| #  | Obec              | Region   | Počet obyvatel |
| -- | ----------------- | -------- | -------------- |
| 1  | Palermo           | Sicílie  | 628 332        |
| 2  | Katánie           | Sicílie  | 297 992        |
| 3  | Messina           | Sicílie  | 217 878        |
| 4  | Cagliari          | Sardinie | 147 577        |
| 5  | Sassari           | Sardinie | 120 623        |
| 6  | Syrakusy          | Sicílie  | 115 809        |
| 7  | Marsala           | Sicílie  | 79 589         |
| 8  | Ragusa            | Sicílie  | 73 281         |
| 9  | Gela              | Sicílie  | 70 855         |
| 10 | Quartu Sant'Elena | Sardinie | 68 483         |
| 11 | Vittoria          | Sicílie  | 63 860         |
| 12 | Olbia             | Sardinie | 61 259         |
| 13 | Caltanissetta     | Sicílie  | 58 081         |
| 14 | Agrigento         | Sicílie  | 55 268         |
| 15 | Trapani           | Sicílie  | 55 216         |
| 16 | Modica            | Sicílie  | 53 453         |
| 17 | Bagheria          | Sicílie  | 52 676         |
| 18 | Acireale          | Sicílie  | 50 451         |

## Ekonomika
Hrubý domácí produkt (HDP) regionu byl v roce 2018 123,9 miliardy eur, což představuje 7 % italské ekonomiky. HDP na obyvatele v PPS byl ve stejném roce 18 500 eur, což představovalo 62 % průměru EU27.

## Socioekonomická situace
Míra nezaměstnanosti na Sicílii je druhá nejvyšší v zemi, a to 18,7 %, zatímco na Sardinii je pouze 13,5 %.
Nízká míra podnikání na Sicílii je vázána na místní organizovanou trestnou činnost, zatímco na Sardinii je důsledkem poměrně drahých provozních nákladů (elektřina, doprava atd.), které jsou o 20–50 % vyšší než v jiných regionech. To se zlepšilo s rozmachem informačních technologií, nízkonákladových dopravců, jako je Ryanair, a přijetím některých zákonů týkajících se jízdného a tras mezi ostrovy a pevninskou Itálií.